# Castello di Altoé
Das Castello di Altoé ist eine mittelalterliche Burg in Altoé, einem Ortsteil der Gemeinde Podenzano in der italienischen Region Emilia-Romagna. Es liegt in die Poebene am Fluss Nure, den in der Nähe der Burg eine Straßenbrücke überquert. Die Straße, die es schon seit römischer Zeit gibt, verbindet Piacenza mit dem Ardatal.
Das Toponym stammt vermutlich vom lateinischen Wort „octavum“ ab, das anzeigte, dass dieser Ort etwa 8 Meilen von Piacenza entfernt lag.

## Geschichte
Die um das Jahr 1000 errichtete Burg wurde im Jahre 1014 erstmalig urkundlich erwähnt, und zwar als befestigte Residenz in der Mitte des Landbesitzes: 1385 gehörte sie den Salimbenis und 1440 vergab der Herzog von Mailand, Filippo Maria Visconti, seinem Condottiere Niccolò Piccinino als Lehen. Die Burg erbten die Söhne, denen allerdings der Besitz daran wegen eines vermuteten Verrats aberkannt wurde. Das Gebäude gelangte zuerste an die Salimbenis und später an die Grafen Tedeschi, Lazzaro und Giovanni, die im Oktober 1491 mit der Lizenz des Herzogs von Mailand, Gian Galeazzo Maria Sforza, ein Viertel der Burg Francesco Salimbeni, genannt „Il Fra“, für 9000 Lire abkauften, um später den gesamten Komplex zu kaufen.
Die Burg gehörte zur Mitgift von Caterina Tedeschi Anguissola, die Luigi Alessandro Gonzaga di Castiglione heiratete. Um 1576 überließ deren Sohn, Ferdinando I. Gonzaga di Castiglione, das Anwesen Ferrante Anguissola, dem Oberhaupt der Familie Anguissola, der, weil er die Burg behielt, 1650 den Grafentitel von Altoé erhielt.

## Beschreibung

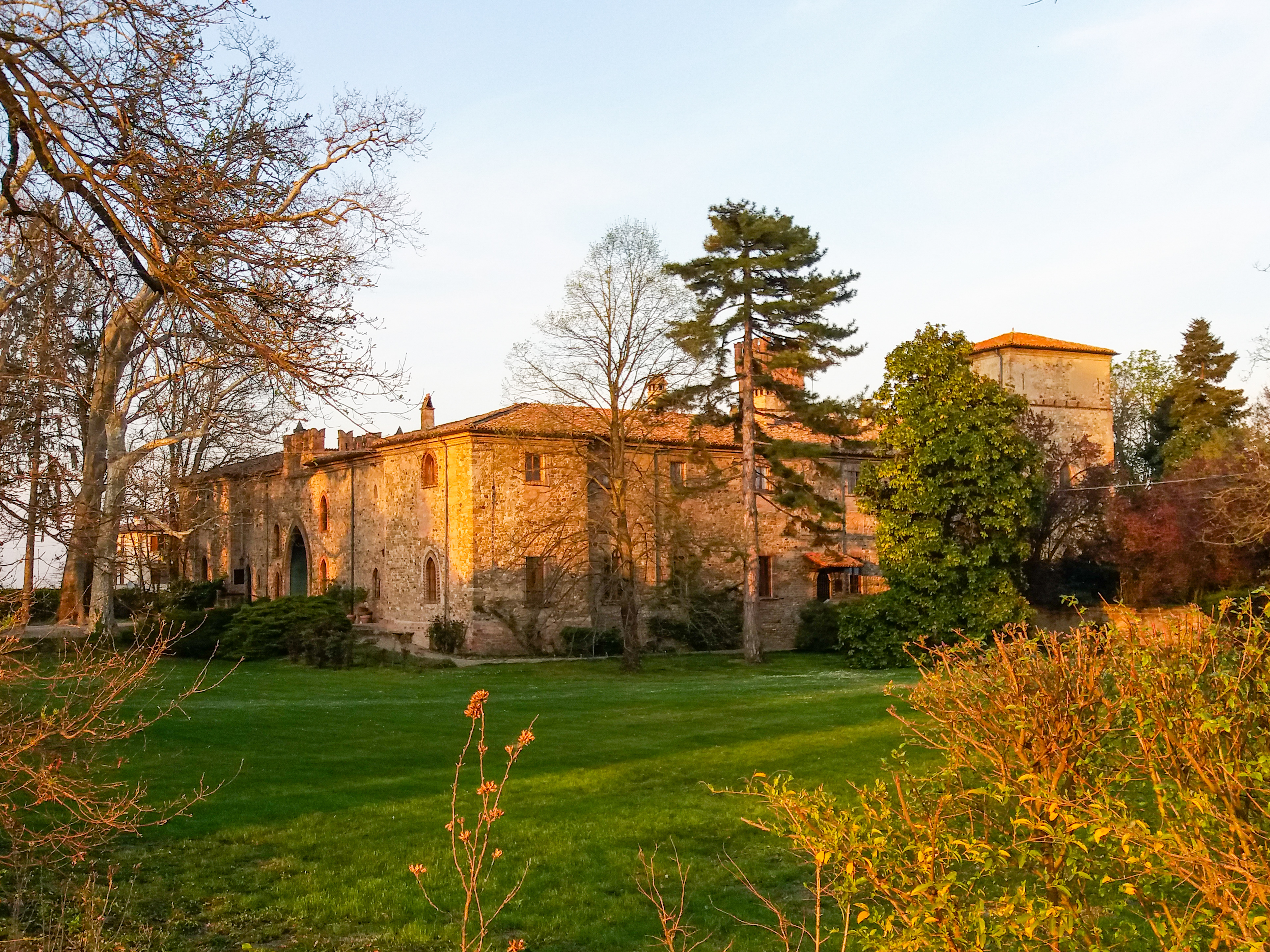
Die Burg von Südwesten

Die aus Stein und Mauerziegeln errichtete Burg hat wegen der Position der umliegenden Gebäude einen rechteckig-unregelmäßigen Grundriss: Auf der Südostseite gibt es in der Mitte einen Turm, der früher mit einer Zugbrücke ausgerüstet war und als Eingang zur Burg fungierte, was man heute noch an den Spuren der Befestigungspunkte sieht. Auf der Südseite gibt es einen weiteren Turm außerhalb des Gebäudeprofils, der mit seinen Schwalbenschwanzzinnen und Spitzbogenfenstern die Charakteristik eines Bergfrieds hat. Der Komplex ist von einem Burggraben umgeben; seine ursprüngliche Wasserzufuhr wurde später unterbrochen.
Im Innenhof gibt es eine Vorhalle mit fünf Fornices, wobei zwei Seiten vermauert wurden, um Wohnräume zu erhalten. Die heutige Ansicht des Gebäudes ist das Resultat der Restaurierung im 19. Jahrhundert; diese führte der Architekt Angelo Colla durch, der sich in derselben Zeit auch um die Restaurierung des Castello di Riva in der Gemeinde Ponte dell’Olio, etwa 10 Kilometer südlich des Castello di Altoé, kümmerte; im Einklang mit den damaligen Gewohnheiten wurde das Aussehen der Burg durch die Restaurierung ziemlich stark verändert.

### Umgebung
In der Nachbarschaft der Burg finden sich die kleine Kirche San Martino Vescovo, sowie eine Komplexe mit Dienstgebäuden, die ursprünglich landwirtschaftlichen Zwecken dienten und später teilweise anderen Bedürfnissen angepasst wurden. Danach kamen weitere Gebäude hinzu, für Wohn-, Handels- oder Fertigungszwecke, die Altoé zu einem kleinen Stadtkern machten.